# Сражение в долине Соморростро
Сражение в долине Соморростро (исп. Somorrostro) произошло во время Второй карлистской войны 24-25 февраля 1874 года в окрестностях Бильбао между войсками Первой Испанской республики и карлистами и явилось первой попыткой республиканских войск снять осаду города.

## Перед сражением
Армия карлистов после побед при Эстелье (август 1873 г.), Монтехурре (ноябрь 1873 г.) и взятии Португалете (январь 1874 г.) решила завоевать город Бильбао, оплот либералов в Бискайе, и приступила к его осаде.
С целью снятия начинающейся осады Бильбао войска республиканской армии были переброшены по железной дороге в Сантандер и стали продвигаться вдоль побережья Кантабрии. 
Высшее командование карлистов приказало укрепить порт Сальтакабальос, однако в ночь на 16 февраля их войска были вынуждены покинуть позиции и отступить на другую сторону устья реки Барбадун.
19 февраля 1874 года либеральная армия заняла левый берег реки Барбадун, от её устья до подножия горы Корбера. Правительственные войска генерала Доминго Морионеса состояли из 26 батальонов, 28 артиллерийских орудий, всего 11 000 солдат. 
Со стороны карлистской армии под командованием Николаса Ольо и Теодоро Рада было сосредоточено 27 батальонов. Карлисты укрепились в редутах и траншеях вдоль линии гор и холмов, идущих от высот горы Монтаньо до склонов Триано. В центре их линии обороны выделялись церкви Сан-Педро-де-Абанто и Санта-Хулиана, превращенные в две крепости.

## Ход сражения
24 февраля началась первая попытка деблокады Бильбао. В течение двух дней под прикрытием своей современной артиллерии, вооружённой пушками Круппа, либералы атаковали вершины Монтаньо и Сан-Педро-де-Абанто. Атаки проводились в лоб; республиканские солдаты карабкаясь по склонам, обстреливаемые с хребта винтовочным огнём и поражаемые скатываемыми камнями. Карлисты переходили в штыковые контратаки. Генерал Примо де Ривера был ранен. После двух дней боёв правительственные войска так и не сумели выбить повстанцев с вершин и отошли на исходные позиции. 
Командующий республиканских войск генрал Доминго Морионес, обескураженный поражением, сообщил телеграммой в Мадрид о своей неудаче и отказался от командования. Отголоски поражения «мощной» современной армии против плохо вооруженных и плохо одетых повстанческих отрядов не заставили себя ждать: в Соморростро стали прибывать многочисленные национальные и международные корреспонденты для освещения новостей об осаде Бильбао и фронте в Соморростро.
Согласно официальному отчету, в карлистской армии было 87 убитых и 331 раненый, а потери правительственной армии составили 2000 человек. С окончанием февральских боёв началось напряженное, почти месячное, ожидание, которое обе стороны использовали для перевооружения и укрепления позиций.